# Ducado de Münsterberg
El Ducado de Münsterberg (en alemán: Herzogtum Münsterberg) o Ducado de Ziębice (en polaco: Księstwo Ziębickie, en checo: Minstrberské knížectví) era uno de los ducados de Silesia, con la capital en Münsterberg (Ziębice). Existiendo de 1321/1322 a 1742, fue localizado en lo que vino a referirse como Baja Silesia. Su territorio era similar al actual distrito de Ząbkowice Śląskie en Polonia.

## Gobierno de los Piastas

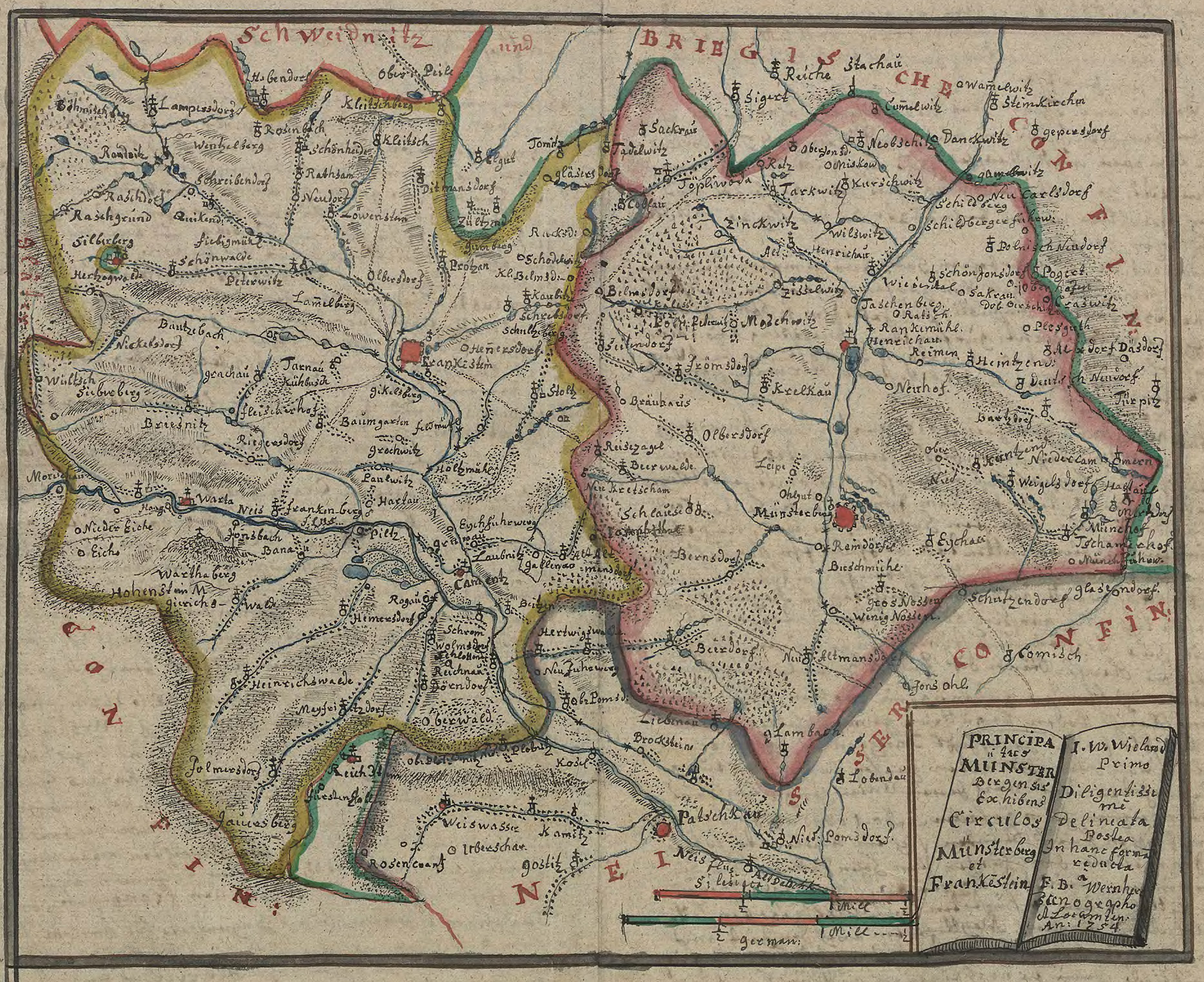
Mapa del ducado.

Después de la muerte de Enrique IV en 1290, durante el periodo de fragmentación de Polonia, Bolko I el Estricto heredó las ciudades de Münsterberg (Ziębice) y Frankenstein (Ząbkowice Śląskie). En torno a 1300, terminó un castillo en Münsterberg. Cuando murió en 1301, sus posesiones fueron divididas entre sus tres hijos varones. El hijo menor, Bolko II Ziębicki, recibió Münsterberg (Ziębice) en 1321 y fue el primero en estilarse a sí mismo como Duque de Münsterberg (Duque de Ziębice). Residió en el castillo de la ciudad. Después de pedir territorios de los dominios de la diócesis, arreció una prolongada disputa con el Obispo de Breslavia, por lo que el obispo impuso interdicto sobre el ducado varias veces, mientras que el duque fue anatemizado. Después del asedio de Frankenstein por el margrave moravo y más tarde por el emperador del Sacro Imperio Carlos IV, Bolko reconoció la suzeranía bohemia el 29 de agosto de 1336 en el Tratado de Straubing. Bolko II murió en 1341; fue enterrado en la iglesia de la abadía de Henryków, un monasterio al que apoyó generosamente a lo largo de su vida.

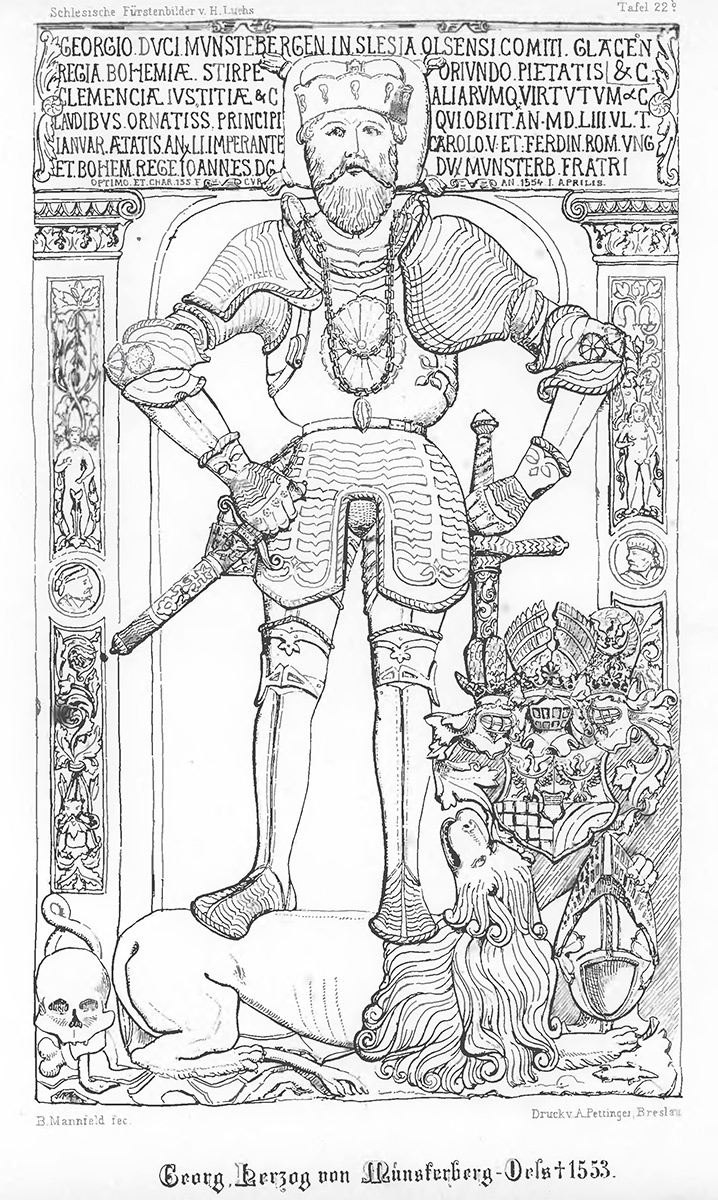
Jorge de Münsterberg-Oels.

El hijo de Bolko, Nicolás el Menudo, fue Duque de Münsterberg hasta 1358. En el año de la muerte de su padre, pagó homenaje al rey bohemio Juan de Luxemburgo y su hijo Carlos. El sucesor de Nicolás, Bolko III, murió en 1410. Los siguientes duques, los hermanos Enrique († 1420) y Jan, gobernaron el ducado conjuntamente hasta 1420; después de lo cual Jan gobernó en solitario. Jan murió el 27 de diciembre de 1428 en la batalla de Altwilmsdorf contra los husitas. Con él se extinguieron los duques Piastas de Münsterberg.

## Gobierno bohemio
Con la muerte del Duque Jan, el ducado pasó al rey bohemio Segismundo, quien lo comprometió a Půta III de Častolovice, Señor de Častolovice, en 1429. Después de la muerte de Půta III en 1434, su viuda, Ana de Koldice, mantuvo la ligadura y las demandas gubernamentales. Sin embargo, los estados de Münsterberg favorecieron a Eufemia de Oettingen, una sobrina del último duque. Esta obtuvo Münsterberg en 1435, pero lo abandonó un año más tarde por causa de las continuas disputas. Aunque Ana de Koldice vendió sus posesiones en 1440 a Hynek Krušina de Lichtenburg, con quien contrajo matrimonio poco después, surgieron nuevas disputas sucesorias con los estados, en los que varios príncipes silesios apoyaron a los estados de Münsterberg. En 1442, Hynek Krušina saqueó el monasterio de Heinrichau, ya que estaba particularmente asociado con los estados. Después de largas negociaciones, los estados de Münsterberg el 25 de abril de 1443 eligieron al Duque Vilém de Opava como su nuevo gobernante. Sus reclamaciones estaban justificadas por dos razones. Primero, era el hijo de Přemysl de Opava de la dinastía Přemyslid y Catalina, la hermana de Jan de Ziębice († 1428), el último duque de Münsterberg de la dinastía Piasta. Segundo, estaba casado con Salomé, una hija del difunto Půta III. Vilém unió fuerzas con el Obispo de Breslavia y los príncipes silesios, quienes luchaban contra Hynek Krušina. Aunque Hynek Krušina no había abandonado legalmente sus reclamaciones, la disputa fue resuelta en 1444.

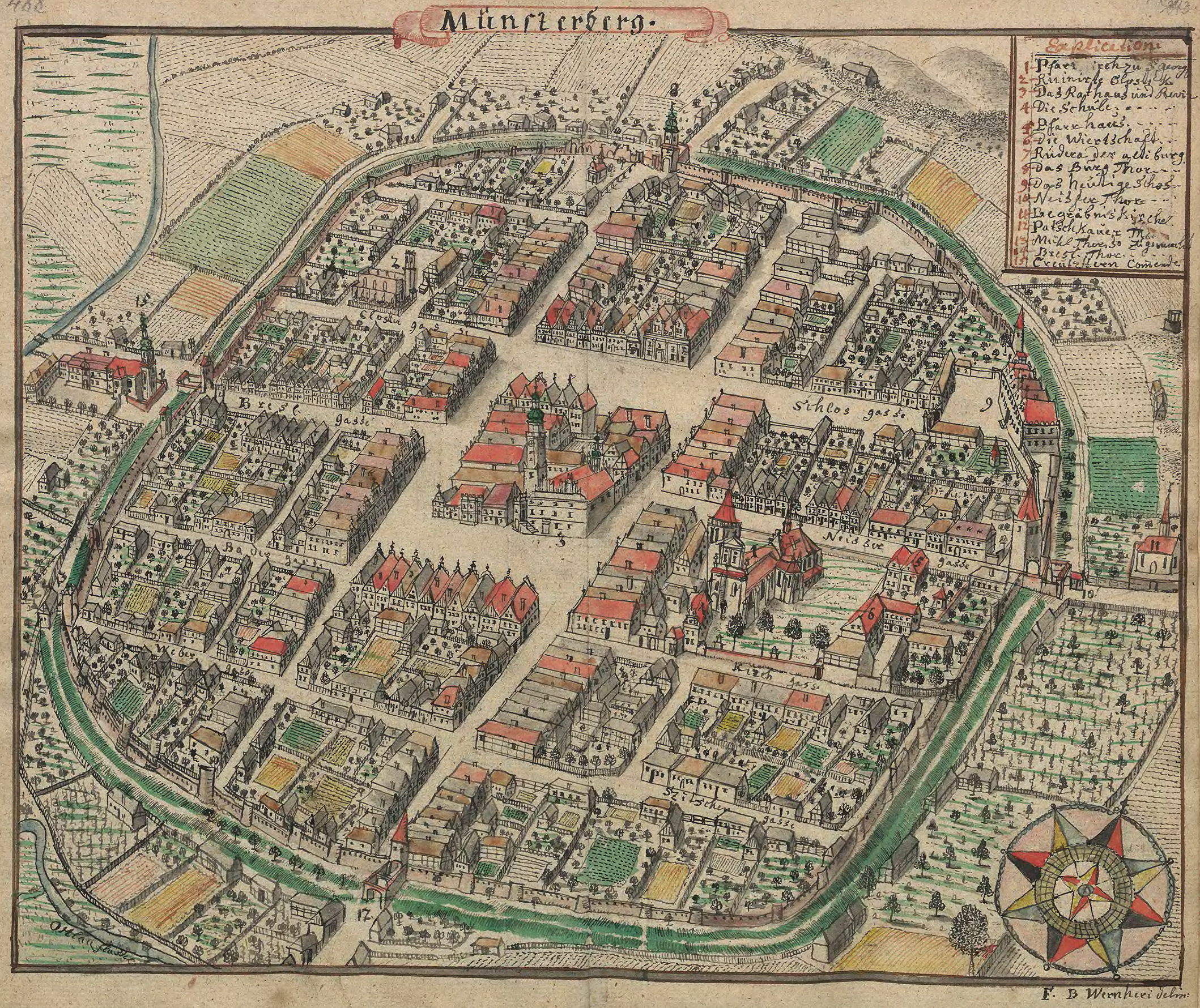
Münsterberg en torno a 1750.

Después de la muerte de Vilém en 1452, el ducado pasó a su hermano Arnošt, quien lo vendió en 1456 al rey bohemio Jorge de Podiebrad. El rey entregó sus posesiones a sus hijos Víctor, Enrique el Viejo y Enrique el Joven en 1472. Enrique el Viejo, quien estaban casado con Úrsula de Brandeburgo, una  hija del a Elector Alberto III de Brandeburgo, recibió el Ducado de Münsterberg. También obtuvo Frankenstein (Ząbkowice Śląskie), el Condado de Kladsko, el dominio de Náchod, y las antiguas posesiones de Bohemia oriental de Půta III. En 1488, construyó un castillo en Münsterberg y en 1495 obtuvo el ducado de Oels. Residió en Kladsko (Glatz, Kłodzko), donde murió en 1498.
Fue sucedido por sus hijos Alberto, Jorge y Carlos, quienes gobernaron conjuntamente. El último trasladó su residencia Frankenstein en 1530, donde murió seis años más tarde y fue enterrado en la iglesia parroquial. Sus hijos, Joaquín, Enrique, Juan y Jorge, partidarios de la Reforma, gobernaron conjuntamente hasta 1542. Ese mismo año, comprometieron el endeudado ducado a su tío, el Duque Federico II de Legnica († 1547). En 1551, el rey bohemio Fernando I redimió el ducado del duque Federico III de Legnica. Entre 1552 y 1559 perteneció a la reina Isabela de Hungría como señorío en prenda. En 1559, el ducado pasó a manos del Duque Juan de Oels, un hijo de Carlos I de Münsterberg, y así retornó a la casa de Podiebrad.
Después de que el sucesor de Juan, Carlos Cristóbal, murió sin descendencia en 1569, Münsterberg revirtió a la corona de Bohemia. Por causa de sus contribuciones a la Casa de Habsburgo, el rey Fernando III en 1654 dio el ducado a un Príncipe del Sacro Imperio Romano Germánico, el Conde Johann Weikhard de Auersperg.

## Gobierno prusiano
Después de la Primera Guerra Silesia y la incorporación de Silesia a Prusia en 1742, los Auerspergs retuvieron sus posesiones. El ducado sin embargo fue convertido en un territorio del estado. En 1791, el Príncipe Carlos José Antonio de Auersperg vendió el ducado al rey prusiano Federico Guillermo II.

## Duques de Münsterberg
- 1301-1341 Bolko II († 1341)

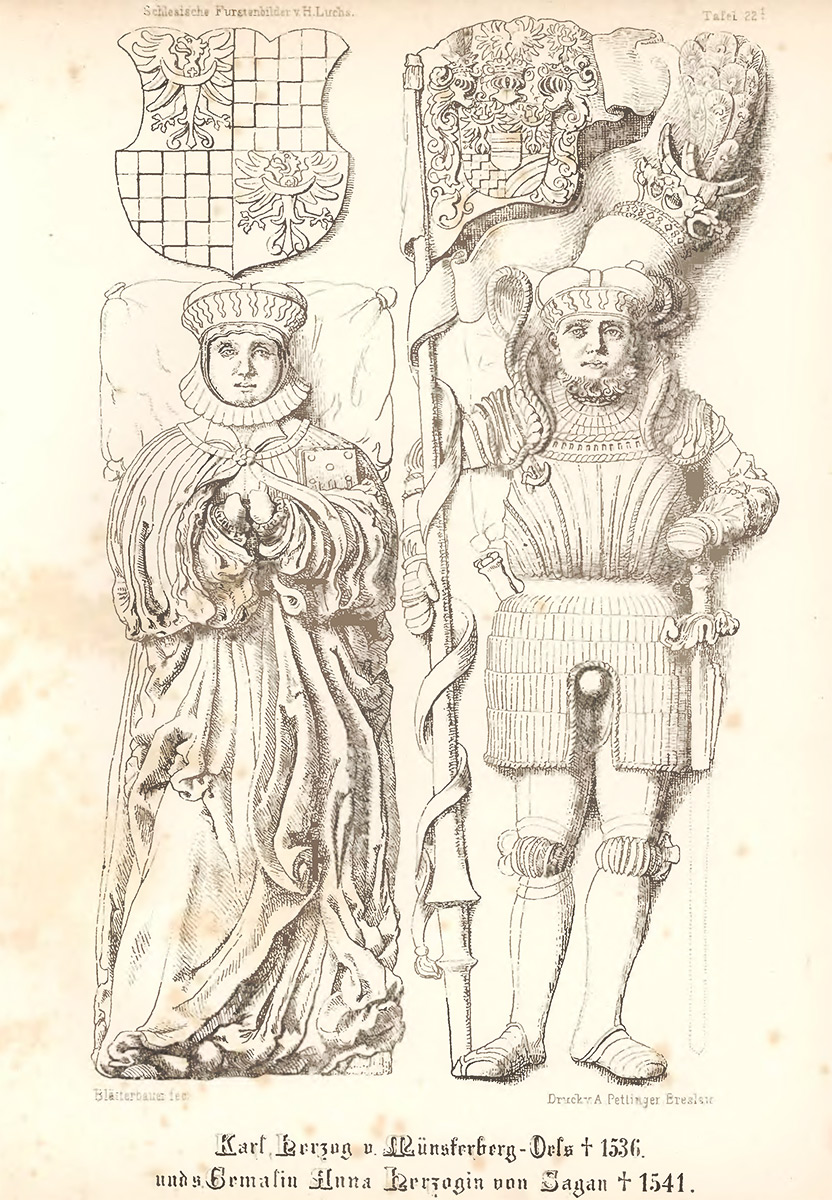
Carlos de Münsterberg-Oels y su esposa Ana de Sagan.

- 1341-1351 Nicolás el Menudo († 1358), hijo de Bolko II.
- 1351-1410 Bolko III († 1410), hijo de Nicolás el Menudo
- 1410-1420 Enrique II († 1420), hijo de Bolko III
- 1410-1428 Juan I † 1428, hijo de Bolko III

El ducado pasa al rey bohemio Segismundo. 
- 1429-1434 Půta III de Častolovice († 1434)
- 1435-1436 Eufemia († 1447), hermana de Juan I, renunció a su derecho.
- 1437-1440 Ana de Koldice († 1467), viuda de Půta III de Častolovice
- 1440-1443 Hynek Krušina de Lichtenburg († 1454), adquiró las obligaciones de Ana, con quien desposó tres semanas más tarde.
- 1443-1452 Vilém of Opava († 1452), hijo de Přemysl de Opava de la dinastía Přemyslid y Catalina, hermana de Juan I († 1428), el último duque Piasta de Münsterberg.
- 1452-1456 Arnošt de Opava († 1464), hermano de Vilém; vendió Münsterberg en 1456 al rey bohemio Jorge de Podiebrad.
- 1456-1462 Jorge de Podiebrad († 1471)
- 1462-1498 Enrique I "el Viejo" de Podiebrad († 1498), hijo de Jorge de Podiebrad, Príncipe del Imperio, conde de Kladsko, desde 1495 también duque de Oels, conjuntamente con:
  - 1462-1471 Viktorin de Münsterberg († 1500)
  - 1462-1471 Enrique el Joven de Podiebrad († 1492)
- 1498-1536 Carlos I de Podiebrad († 1536), hijo de Enrique el Viejo, duque de Oels, conde de Kladsko; conjuntamente con:
  - 1498-1502 Jorge I de Podiebrad († 1502), hijo de Enrique el Viejo, duque de Oels, Conde de Kladsko
  - 1498-1511 Alberto I de Podiebrad († 1511), hijo de Enrique el Viejo, duque de Oels, Conde de Kladsko
- 1536-1542 Joaquín, Enrique II, Juan y Jorge II de Podiebrad, hijos de Carlos I, comprometieron Münsterberg a su tío:
- 1542-1547 Federico II, Duque de Liegnitz († 1547)
- 1547-1552 Fernando I
- 1552-1559 Isabela de Hungría
- 1559-1565 Juan de Münsterberg-Oels, hijo de Carlos I
- 1565: Carlos Cristóbal de Münsterberg
- 1565-1654 Reversión al rey de Bohemia
- 1654-1677 Johann Weikhard de Auersperg
- 1677-1705 Juan Fernando de Auersperg, hijo de Johann Weikhard
- 1705-1713 Francisco Carlos de Auersperg, hermano de Fernando Francisco
- 1713-1783 Enrique José Juan de Auersperg, hijo de Francisco Carlos
- 1783-1791 Carlos José de Auersperg
- 1791 vendido a los Hohenzollern prusianos
- 1795 vendido a Luis Guillermo de Schlabrendorf